# 川前町
- 日本 > 愛知県 > 名古屋市 > 中川区 > 川前町
- 日本 > 愛知県 > 名古屋市 > 中村区 > 川前町

川前町（かわまえちょう）は愛知県名古屋市中川区と中村区にある町名。丁番を持たない単独町名である。住居表示未実施。

## 地理
名古屋市中川区の北西部と中村区の南西部に位置し、東に中村区野上町、西に中村区横井、西と南に中川区富田町大字前田、北に中村区横前町に接する。

## 歴史
- 1974年（昭和49年）11月15日 - 中川区富田町大字前田の一部により、同区川前町が成立[7]。
- 1980年（昭和55年）3月9日 - 中村区横井町の一部により、同区川前町が成立[8]。
- 1984年（昭和59年）11月3日 - 中村区野田町の一部を同区川前町に編入する[8]。

## 世帯数と人口
2019年（平成31年）2月1日現在の世帯数と人口は以下の通りである。
| 区     | 町丁   | 世帯数  | 人口  |
| ------ | ------ | ------- | ----- |
| 中川区 | 川前町 | 252世帯 | 517人 |
| 中村区 | 川前町 | 98世帯  | 220人 |
| 計     | 計     | 350世帯 | 737人 |

## 学区
市立小・中学校に通う場合、学校等は以下の通りとなる。また、公立高等学校に通う場合の学区は以下の通りとなる。
| 区     | 番・番地等 | 小学校                 | 中学校               | 高等学校 |
| ------ | ---------- | ---------------------- | -------------------- | -------- |
| 中川区 | 全域       | 名古屋市立長須賀小学校 | 名古屋市立助光中学校 | 尾張学区 |
| 中村区 | 全域       | 名古屋市立八社小学校   | 名古屋市立御田中学校 | 尾張学区 |

## 施設
- アオキスーパー 八田店
- 白山社

## その他

### 日本郵便
- 集配担当する郵便局は以下の通りである[11]。

| 区     | 町丁   | 郵便番号 | 郵便局     |
| ------ | ------ | -------- | ---------- |
| 中川区 | 川前町 | 454-0916 | 中川郵便局 |
| 中村区 | 川前町 | 453-0865 | 中村郵便局 |